# Coleophora subexcellens
Coleophora subexcellens é uma espécie de mariposa do gênero Coleophora pertencente à família Coleophoridae.